# Georgiska alfabetet
Georgiska alfabetet är ett unikt alfabet som används för att skriva georgiska och språk besläktade med detta, såsom megreliska, laziska och svanetiska, samt (främst historiskt) vissa andra angränsande språk i Kaukasien som saknat egna alfabet (däribland ossetiska och abchaziska under 1940-talet). Det moderna alfabetet består av 33 bokstäver.
Det finns tre skilda varianter av alfabetet, varav två historiska, asomtavruli (versaler) och nuschuri (gemener), samt den moderna, mchredruli, som inte gör skillnad mellan gemener och versaler. Modern georgiska skrivs i regel enbart med gemener, det vill säga mchredruli. Versala varianter i form av asomtavruli finns, men används så gott som aldrig. Alfabetet har i georgiska fonemisk överensstämmelse.

## Historik

დამწერლობა, damc̣erloba, "skrift(system)" på georgiska.

Alfabetet är känt sedan 400-talet, men är av oklart ursprung. Några av tecknen liknar grekiska bokstäver. Gamkrelidze (1990) hävdar att utvecklingen av det georgiska alfabetet måste följt på kristendomens ankomst till Georgien omkring år 327, och att bokstävernas form grundas på fri imitation av de grekiska. Georgisk historisk tradition, nedskriven av Leonti Mroveli på 1000-talet, tillskriver alfabetet Parnavaz I som var kung av Kaukasiska Iberien, en georgisk statsbildning, på 200-talet f.Kr.

Det äldsta obestridda exemplet på georgisk skrift är en inskription med den äldsta skriftstilen, asomtavruli (även kallat mrgvlovani, "rundade"), i en kyrka i Betlehem från år 430. Ett annat tidigt exempel finns i kyrkan Bolnisi Sioni nära Tbilisi (från 300- till 400-talet). Tidigare asomtavruli-inskriptioner (från 200-talet f.Kr. till 200-talet e.Kr.) har påståtts ha återfunnits i Armaztsiche (nära Mtscheta) och Nekresi (i Kachetien i östra Georgien), åren 1940 och 1995–2003 av Simon Dzjanasjia (1900-1947) och Levan Tjilasjvili; inskriptionerna från Armaztsiche har undersökts av Pavle Ingorokva.
Den nyare skriftvarianten nuschuri ("gemener"), eller kutchovani ("kvadratiska"), framträdde under 800-talet. Asomtavruli och nuschuri, under den gemensamma beteckningen chutsuri (ხუცური, "kyrkoskrift"), användes för att skriva religiösa manuskript, med asomtavruli som versaler.
Det moderna alfabetet, kallat mchedruli (მხედრული, "sekulär skrift" eller "militärskrift"), uppkom på 1000-talet. Detta användes för sekulära syften fram till 1700-talet, då det helt ersatte chutsuri. Asomtavruli återfinns som versaler, men dessa används normalt inte i modern georgiska.

## Tabell med uttal
Tabell över det georgiska alfabetet, inklusive versaler och arkaiska bokstäver (blåmarkerade):
| Versal | Gemen | Namn  | Fonem (IPA) | Foner (IPA)         | ISO 9984 | Transkribering |
| ------ | ----- | ----- | ----------- | ------------------- | -------- | -------------- |
| Ⴀ      | ა     | an    | /a/         | [ɶ]                 | a        | а              |
| Ⴁ      | ბ     | ban   | /b/         | [b]                 | b        | b              |
| Ⴂ      | გ     | gan   | /ɡ/         | [g]                 | g        | g              |
| Ⴃ      | დ     | don   | /d/         | [d̪]                 | d        | d              |
| Ⴄ      | ე     | en    | /ɛ/         | [ɛ]                 | e        | e              |
| Ⴅ      | ვ     | vin   | /v/         | [v] [ɸ] [β] [w̬] [w] | v        | v              |
| Ⴆ      | ზ     | zen   | /z/         | [z]                 | z        | z              |
| Ⴡ      | ჱ     | he    |             | [ej] [e]            | ē        | e              |
| Ⴇ      | თ     | tan   | /t/         | [tʰ̪]                | t’       | t              |
| Ⴈ      | ი     | in    | /ɪ/         | [ɪ]                 | i        | i              |
| Ⴉ      | კ     | k'an  | /kʼ/        | [kʼ]                | k        | k(')           |
| Ⴊ      | ლ     | las   | /l/         | [ɫ] [l]             | l        | l              |
| Ⴋ      | მ     | man   | /m/         | [m]                 | m        | m              |
| Ⴌ      | ნ     | nar   | /n/         | [n]                 | n        | n              |
| Ⴢ      | ჲ     | hie   |             | [j]                 | y        | j              |
| Ⴍ      | ო     | on    | /ɔ/         | [ɔ]                 | o        | o              |
| Ⴎ      | პ     | par   | /pʼ/        | [pʼ]                | p        | p(')           |
| Ⴏ      | ჟ     | zjan  | /ʒ/         | [ʒ]                 | ž        | zj             |
| Ⴐ      | რ     | rae   | /r/         | [r] [ɾ] [ɹ]         | r        | r              |
| Ⴑ      | ს     | san   | /s/         | [s]                 | s        | s              |
| Ⴒ      | ტ     | t'ar  | /tʼ/        | [tʼ̪]                | t        | t(')           |
| Ⴣ      | ჳ     | we    |             | [wi]                | w        | w              |
| Ⴓ      | უ     | un    | /ʊ/         | [ʊ]                 | u        | u              |
| Ⴔ      | ფ     | par   | /p/         | [pʰ]                | p’       | p              |
| Ⴕ      | ქ     | kan   | /k/         | [kʰ]                | k’       | k              |
| Ⴖ      | ღ     | ghan  | /ɣ/         | [ɣ]                 | ḡ        | gh             |
| Ⴗ      | ყ     | q'ar  | /qʼ/        | [qʼ] [χʼ]           | q        | q(')           |
| Ⴘ      | შ     | sjin  | /ʃ/         | [ʃ]                 | š        | sj             |
| Ⴙ      | ჩ     | tjin  | /ʧ/         | [ʧʰ]                | č’       | tj             |
| Ⴚ      | ც     | tsan  | /ʦ/         | [ʦʰ]                | c’       | ts             |
| Ⴛ      | ძ     | dzil  | /ʣ/         | [ʣ]                 | j        | dz             |
| Ⴜ      | წ     | ts'il | /ʦʼ/        | [ʦʼ]                | c        | ts(')          |
| Ⴝ      | ჭ     | tj'ar | /ʧʼ/        | [ʧʼ]                | č        | tj(')          |
| Ⴞ      | ხ     | chan  | /x/         | [x]                 | x        | ch             |
| Ⴤ      | ჴ     | har   |             | [q]                 | ẖ        | q              |
| Ⴟ      | ჯ     | dzjan | /ʤ/         | [ʤ]                 | ǰ        | dzj            |
| Ⴠ      | ჰ     | hae   | /h/         | [h]                 | h        | h              |
| Ⴥ      | ჵ     | hoe   |             | [ow]                | ō        | o              |
|        | ჶ     | fi    |             |                     | f        | f              |

Övriga bokstäver, arkaiska eller endast använda i megreliska och svanetiska (dessa finns med i Unicode men saknar stöd i de flesta teckensnitt):
| Bokstav | Namn  | Kommentarer                          |
| ------- | ----- | ------------------------------------ |
| ჷ       | yn    | Används i megreliska och svanetiska. |
| ჸ       | elifi | Används i megreliska och svanetiska. |
| ჹ       |       | Roterat gan. Användes i abkhaziska   |
| ჺ       | ain   | Används i laziska och mingreliska    |
| ჼ       |       | Upphöjt nar. Betecknar nasalisering. |